# Мелбета (Небраска)
Мелбета (англ. Melbeta) — селище (англ. village) в США, в окрузі Скоттс-Блафф штату Небраска. Населення — 108 осіб (2020).

## Географія
Мелбета розташована за координатами 41°46′56″ пн. ш. 103°31′1″ зх. д. / 41.78222° пн. ш. 103.51694° зх. д. (41.782224, -103.517068).  За даними Бюро перепису населення США в 2010 році селище мало площу 0,22 км², уся площа — суходіл.

## Демографія
Згідно з переписом 2010 року, у селищі мешкало 112 осіб у 46 домогосподарствах у складі 30 родин. Густота населення становила 508 осіб/км².  Було 58 помешкань (263/км²).
Расовий склад населення:
| - 98,2 % — білих |

До двох чи більше рас належало 1,8 %. Частка іспаномовних становила 4,5 % від усіх жителів.
За віковим діапазоном населення розподілялося таким чином: 31,2 % — особи молодші 18 років, 52,7 % — особи у віці 18—64 років, 16,1 % — особи у віці 65 років та старші. Медіана віку мешканця становила 37,0 року. На 100 осіб жіночої статі у селищі припадало 107,4 чоловіків;  на 100 жінок у віці від 18 років та старших — 83,3 чоловіків також старших 18 років.
Середній дохід на одне домашнє господарство  становив 51 073 долари США (медіана — 47 500), а середній дохід на одну сім'ю — 63 551 долар (медіана — 56 250). Медіана доходів становила 38 438 доларів для чоловіків та 31 667 доларів для жінок. За межею бідності перебувало 15,5 % осіб, у тому числі 11,5 % дітей у віці до 18 років та 35,3 % осіб у віці 65 років та старших.
Цивільне працевлаштоване населення становило 75 осіб. Основні галузі зайнятості: освіта, охорона здоров'я та соціальна допомога — 14,7 %, транспорт — 13,3 %, фінанси, страхування та нерухомість — 12,0 %.